# Associazione Calcio Mantova 1968-1969
Questa pagina raccoglie le informazioni riguardanti l'Associazione Calcio Mantova nelle competizioni ufficiali della stagione 1968-1969.

## Stagione
Il 5 novembre 1968 muore il pioniere e maestro del calcio mantovano Guglielmo Reggiani: aveva 87 anni. Per mezzo secolo il suo nome è stato sinonimo di calcio a Mantova.
I virgiliani iniziano il campionato cadetto con Umberto Mannocci sulla panchina. Il campionato parte male: due sole vittorie nelle prime quattordici giornate. Il 5 gennaio 1969 dopo la sconfitta di Genova (0-2) viene licenziato Umberto Mannocci ed inizia l'era di Gustavo Giagnoni che qualche mese prima proprio a Mantova aveva chiuso con il calcio giocato.
Con lui la squadra è stata protagonista di un brillante finale di campionato coronato da una tranquilla salvezza.
Miglior marcatore stagionale dei virgiliani è stato Fabio Enzo con dieci reti di cui otto nel campionato e due in Coppa Italia.
A settembre in Coppa Italia il Mantova è inserito nell'ottavo girone che qualifica il Brescia ai quarti di finale. I mantovani perdono con Brescia e Padova, e vincono contro il Varese.

## Rosa
| N. |                   | Ruolo | Calciatore          |
| -- | ----------------- | ----- | ------------------- |
|    | Italia (bandiera) | P     | Mario Barluzzi      |
|    | Italia (bandiera) | A     | Giuseppe Bertoli    |
|    | Italia (bandiera) | A     | Ariedo Braida       |
|    | Italia (bandiera) | D     | Doriano Buoso       |
|    | Italia (bandiera) | A     | Fabio Enzo          |
|    | Italia (bandiera) | D     | Vando Freddi        |
|    | Italia (bandiera) | C     | Bruno Gioia         |
|    | Italia (bandiera) | C     | Claudio Lanciaprima |
|    | Italia (bandiera) | A     | Marzio Magli        |
|    | Italia (bandiera) | C     | Dante Micheli       |
|    | Italia (bandiera) | D     | Roberto Moioli      |

| N. |                   | Ruolo | Calciatore          |
| -- | ----------------- | ----- | ------------------- |
|    | Italia (bandiera) | D     | Emilio Monaldi      |
|    | Italia (bandiera) | A     | Roberto Montorsi    |
|    | Italia (bandiera) | D     | Luigi Ossola        |
|    | Italia (bandiera) | P     | Giorgio Pellizzaro  |
|    | Italia (bandiera) | P     | Pietro Pianta       |
|    | Italia (bandiera) | C     | Vincenzo Rosito     |
|    | Italia (bandiera) | D     | Piero Scesa         |
|    | Italia (bandiera) | D     | Ubaldo Spanio       |
|    | Italia (bandiera) | A     | Alberto Spelta      |
|    | Italia (bandiera) | C     | Ugo Tomeazzi        |
|    | Italia (bandiera) | A     | Alessandro Veracini |

## Risultati

### Serie B

#### Girone di andata
| Arbitro: | Gussoni (Tradate) |

|            |           |  |
| Comini 20’ | Marcatori |  |

| Arbitro: | De Robbio (Torre Annunziata) |

|                 |           |                          |
| Enzo 49’ (rig.) | Marcatori | 29’ Santonico 67’ Santon |

| Arbitro: | Caligaris (Alessandria) |

|            |           |  |
| Pienti 73’ | Marcatori |  |

| Arbitro: | Possagno (Treviso) |

|                         |           |  |
| Braida 56’ Tomeazzi 85’ | Marcatori |  |

| Arbitro: | Acernese (Roma) |

|               |           |          |
| Cavazzoni 19’ | Marcatori | 85’ Enzo |

| Arbitro: | De Marchi (Pordenone) |

|          |           |  |
| Nuti 42’ | Marcatori |  |

| Arbitro: | De Robbio (Torre Annunziata) |

|  |           |               |
|  | Marcatori | 49’ Fortunato |

| Monza 24 novembre 1968 8ª giornata | Monza         | 0 – 0 | Mantova | Stadio Gino Alfonso Sada\| Arbitro: \| Bigi (Padova) \| |
| Arbitro:                           | Bigi (Padova) |       |         |                                                         |

| Arbitro: | Bernardis (Roma) |

|           |           |  |
| Gioia 73’ | Marcatori |  |

| Arbitro: | Barbaresco (Cormons) |

|            |           |            |
| Rosito 52’ | Marcatori | 27’ Causio |

| Lecco 15 dicembre 1968 11ª giornata | Lecco           | 0 – 0 | Mantova | Stadio Mario Rigamonti\| Arbitro: \| Acernese (Roma) \| |
| Arbitro:                            | Acernese (Roma) |       |         |                                                         |

| Arbitro: | Vacchini (Milano) |

|             |           |  |
| Soncini 70’ | Marcatori |  |

| Arbitro: | Pieroni (Roma) |

|             |           |                        |
| Micheli 45’ | Marcatori | 13’ Volpi 74’ De Paoli |

| Arbitro: | D'Agostini (Roma) |

|                          |           |  |
| Mascheroni 7’ Derlin 49’ | Marcatori |  |

| Mantova 12 gennaio 1969 15ª giornata | Mantova             | 0 – 0 | Bari | Stadio Danilo Martelli\| Arbitro: \| Francescon (Padova) \| |
| Arbitro:                             | Francescon (Padova) |       |      |                                                             |

| Arbitro: | Branzoni (Pavia) |

|                          |           |  |
| Tomeazzi 72’ Micheli 74’ | Marcatori |  |

| Arbitro: | Bernardis (Roma) |

|                                                |           |  |
| Stacchini 15’ Capecchi 51’ (rig.) Buglioni 76’ | Marcatori |  |

| Arbitro: | Trono (Torino) |

|                      |           |            |
| Bacchetta 85’ (rig.) | Marcatori | 22’ Ossola |

| Arbitro: | Lattanzi (Roma) |

|           |           |                 |
| Gioia 64’ | Marcatori | 86’ Bertuccioli |

#### Girone di ritorno
| Mantova 16 febbraio 1969 20ª giornata | Mantova       | 0 – 0 | Como | Stadio Danilo Martelli\| Arbitro: \| Motta (Monza) \| |
| Arbitro:                              | Motta (Monza) |       |      |                                                       |

| Arbitro: | Toselli (Cormons) |

|             |           |            |
| Rigotto 71’ | Marcatori | 85’ Rosito |

| Arbitro: | De Robbio (Torre Annunziata) |

|                 |           |  |
| Enzo 43’ (rig.) | Marcatori |  |

| Terni 9 marzo 1969 23ª giornata | Ternana              | 0 – 0 | Mantova | Stadio Libero Liberati\| Arbitro: \| Barbaresco (Cormons) \| |
| Arbitro:                        | Barbaresco (Cormons) |       |         |                                                              |

| Arbitro: | Giunti (Arezzo) |

|          |           |  |
| Enzo 58’ | Marcatori |  |

| Arbitro: | Motta (Monza) |

|                                   |           |  |
| Micheli 24’ Braida 56’ Rosito 72’ | Marcatori |  |

| Arbitro: | Gonella (Torino) |

|                    |           |            |
| Micheli 27’ (aut.) | Marcatori | 60’ Ossola |

| Arbitro: | Branzoni (Pavia) |

|           |           |  |
| Magli 70’ | Marcatori |  |

| Arbitro: | Picasso (Chiavari) |

|            |           |  |
| Zimolo 41’ | Marcatori |  |

| Arbitro: | Di Tonno (Lecce) |

|                              |           |           |
| Guizzo 62’ Vallongo 69’, 88’ | Marcatori | 34’ Magli |

| Arbitro: | Serafino (Roma) |

|            |           |  |
| Spelta 86’ | Marcatori |  |

| Arbitro: | Acernese (Roma) |

|            |           |                           |
| Rosito 19’ | Marcatori | 53’ Iseppi 62’ R. Merighi |

| Brescia 15 maggio 1969 32ª giornata | Brescia       | 0 – 0 | Mantova | Stadio Mario Rigamonti\| Arbitro: \| Motta (Monza) \| |
| Arbitro:                            | Motta (Monza) |       |         |                                                       |

| Arbitro: | Angonese (Mestre) |

|                     |           |  |
| Spelta 11’ Enzo 54’ | Marcatori |  |

| Bari 25 maggio 1969 34ª giornata | Bari           | 0 – 0 | Mantova | Stadio della Vittoria\| Arbitro: \| Monti (Ancona) \| |
| Arbitro:                         | Monti (Ancona) |       |         |                                                       |

| Arbitro: | Michelotti (Parma) |

|               |           |           |
| Fraschini 32’ | Marcatori | 1’ Spelta |

| Arbitro: | Pieroni (Roma) |

|                     |           |  |
| Enzo 24’ Spelta 64’ | Marcatori |  |

| Arbitro: | Moretto (San Donà di Piave) |

|  |           |            |
|  | Marcatori | 57’ Dugini |

| Arbitro: | Monforte (Palermo) |

|                         |           |              |
| Bigon 12’ Antonioli 45’ | Marcatori | 25’ Tomeazzi |

### Coppa Italia

#### Girone 8
| Arbitro: | Trono (Torino) |

|                           |           |                                              |
| Braida 9’ Enzo 70’ (rig.) | Marcatori | 16’, 73’ De Paoli 28’ D'Alessi 30’ Turchetto |

| Arbitro: | Branzoni (Pavia) |

|                     |           |  |
| Micheli 3’ Enzo 10’ | Marcatori |  |

| Arbitro: | Panzino (Catanzaro) |

|               |           |  |
| Carminati 29’ | Marcatori |  |

## Statistiche

### Statistiche di squadra
| Competizione | Punti | In casa | In casa | In casa | In casa | In casa | In casa | In trasferta | In trasferta | In trasferta | In trasferta | In trasferta | In trasferta | Totale | Totale | Totale | Totale | Totale | Totale | DR |
| Competizione | Punti | G       | V       | N       | P       | Gf      | Gs      | G            | V            | N            | P            | Gf           | Gs           | G      | V      | N      | P      | Gf     | Gs     | DR |
| ------------ | ----- | ------- | ------- | ------- | ------- | ------- | ------- | ------------ | ------------ | ------------ | ------------ | ------------ | ------------ | ------ | ------ | ------ | ------ | ------ | ------ | -- |
| Serie B      | 35    | 19      | 10      | 5       | 4       | 23      | 10      | 19           | 0            | 10           | 9            | 7            | 20           | 38     | 10     | 15     | 13     | 30     | 30     | 0  |
| Coppa Italia | 2     | 2       | 1       | 0       | 1       | 4       | 4       | 1            | 0            | 0            | 1            | 0            | 1            | 3      | 1      | 0      | 2      | 4      | 5      | -1 |
| Totale       |       | 21      | 11      | 5       | 5       | 27      | 14      | 20           | 0            | 10           | 10           | 7            | 21           | 41     | 11     | 15     | 15     | 34     | 35     | -1 |

### Statistiche dei giocatori
| Giocatore      | Serie B  | Serie B | Coppa Italia | Coppa Italia | Totale   | Totale |
| Giocatore      | Presenze | Reti    | Presenze     | Reti         | Presenze | Reti   |
| -------------- | -------- | ------- | ------------ | ------------ | -------- | ------ |
| M. Barluzzi    | 7        | -6      | 0            | 0            | 7        | -6     |
| G. Bertoli     | 1        | 0       | 0            | 0            | 1        | 0      |
| A. Braida      | 30       | 2       | 3            | 1            | 33       | 3      |
| D. Buoso       | 16       | 0       | 2            | 0            | 18       | 0      |
| F. Enzo        | 29       | 8       | 3            | 2            | 32       | 10     |
| V. Freddi      | 18       | 0       | 3            | 0            | 21       | 0      |
| B. Gioia       | 28       | 2       | 0            | 0            | 28       | 2      |
| C. Lanciaprima | 3        | 0       | 0            | 0            | 3        | 0      |
| M. Magli       | 16       | 2       | 2            | 0            | 18       | 2      |
| D. Micheli     | 35       | 3       | 2            | 1            | 37       | 4      |
| R. Moioli      | 3        | 0       | 0            | 0            | 3        | 0      |
| E. Monaldi     | 23       | 0       | 3            | 0            | 26       | 0      |
| R. Montorsi    | 1        | 0       | 0            | 0            | 1        | 0      |
| L. Ossola      | 34       | 1       | 1            | 0            | 35       | 1      |
| F. Panizza     | 0        | 0       | 1            | 0            | 1        | 0      |
| G. Pellizzaro  | 11       | -10     | 3            | -5           | 14       | -15    |
| P. Pianta      | 20       | -14     | 0            | 0            | 20       | -14    |
| V. Rosito      | 30       | 4       | 1            | 0            | 31       | 4      |
| P. Scesa       | 21       | 0       | 3            | 0            | 24       | 0      |
| U. Spanio      | 35       | 0       | 3            | 0            | 38       | 0      |
| A. Spelta      | 37       | 5       | 3            | 0            | 40       | 5      |
| U. Tomeazzi    | 36       | 3       | 3            | 0            | 39       | 3      |
| A. Veracini    | 7        | 0       | 0            | 0            | 7        | 0      |